# (1850) Kohoutek
(1850) Kohoutek ist ein Asteroid des Hauptgürtels, der am 23. März 1942 von dem deutschen Astronomen Karl Wilhelm Reinmuth an der Landessternwarte Heidelberg-Königstuhl der Universität Heidelberg entdeckt wurde.
Seinen Namen erhielt der Asteroid zur Ehrung des tschechischen Astronomen Luboš Kohoutek.